# Gmina Ziębice
Gmina Ziębice je polská městsko-vesnická gmina v okrese Ząbkowice Śląskie v Dolnoslezském vojvodství. Sídlem gminy je město Ziębice.
V roce 2019 zde žilo 16 949 obyvatel. Gmina má rozlohu 222,24 km² a zabírá 27,7 % rozlohy okresu. Skládá se z 29 starostenství.

## Části gminy
město
- Ziębice

starostenství
- Biernacice
- Bożnowice
- Brukalice
- Czerńczyce
- Dębowiec
- Głęboka
- Henryków
- Jasienica
- Kalinowice Dolne
- Kalinowice Górne
- Krzelków
- Lipa
- Lubnów
- Niedźwiednik
- Niedźwiedź
- Nowina
- Nowy Dwór
- Osina Mała
- Osina Wielka
- Pomianów Dolny
- Raczyce
- Rososznica
- Skalice
- Służejów
- Starczówek
- Wadochowice
- Wigańcice
- Witostowice

sídla bez statusu starostenství
- Jasłówek
- Służejówek
- Zakrzów

## Sousední gminy
| Růžice kompasu | Ciepłowody           | Strzelin      | Przeworno | Růžice kompasu |
| Růžice kompasu | Ząbkowice Śląskie    | Sever         | Kamiennik | Růžice kompasu |
| Růžice kompasu | Ząbkowice Śląskie    | Gmina Ziębice | Kamiennik | Růžice kompasu |
| Růžice kompasu | Ząbkowice Śląskie    | Jih           | Kamiennik | Růžice kompasu |
| Růžice kompasu | Kamieniec Ząbkowicki | Paczków       | Otmuchów  | Růžice kompasu |